# خسروشاه
خُسروشاه پانزدهمین شهر از لحاظ جمعیت و یکی از شهرهای استان آذربایجان شرقی است که در بخش خسروشاه شهرستان تبریز واقع شده و مرکز این بخش است. جمعیت این شهر در سال ۱۳۹۵ خورشیدی، بالغ بر  ۵۲،۹۷۵ نفر بوده که پانزدهمین شهر استان محسوب می‌شود.
 آرامگاه شیخ سالار، آرامگاه قطب راوندی، مسجد جامع خسروشاه، یازلی مچید (مسجد لیلی آباد)) قیز قلعه‌سی(قلعه دختر) و سالارباغی، از جملهٔ آثار تاریخی خسروشاه به‌شمار می‌رود.
باغات اطراف شهر و تفرجگاه شیخ سالار و پارک جنگلی خسروشاه به ویژه در روز های تعطیل پذیرای مسافران و میهمانان می‌باشد. خسروشاه از قطب‌های مهم تولید انواع محصولات کشاورزی در شهرستان تبریز به حساب می‌آید.

## تاریخچه
شهری که اکنون خسروشاه نامیده می‌شود در هزاره اول قبل از میلاد، منطقه مسکونی قبیله‌ای بوده و نامش در آن زمان «آنیاشتانیا» بوده‌است. مطابق نوشته دیاکونف، مورخ مشهور روسی، در دوران حکومت ماد، قلاع این منطقه استراتژیکی بوده‌است. Anyustania و آنیاشتانیا هم مستثنی از این قاعده نبوده‌است؛ بنابراین آنیاشتانیا در منطقه‌ای که دارای دیوارهای بلند با ارتفاع ۵ الی ۷ ذرع و عرض ۲ الی ۳ ذرع و برج‌هایی به فاصله ۲۰۰ ذرع از همدیگر به‌صورت مضرس و دندانه‌دار بنا شده بود.
این قلعه را مانند قلاع دیگر، رئیس ویس (قبیله) اداره می‌کرد و کنترل تمامی آن و همچنین باز و بسته بودن دروازه‌ها با دستور رئیس ویس امکان‌پذیر بوده‌است. روزها صبح زود فقط یک دروازه باز می‌شد و دامداران رمه‌های خود را به چرا می‌بردند، اما شب‌ها دروازه بسته می‌شد.
در مراسم و جشن‌های مخصوص کشاورزان و دامداران به‌دستور رئیس قبیله هر دو دروازه باز می‌شد، اما هنگام احساس خطر و حمله قبایل دیگر فوراً دروازه‌ها بسته می‌شد و قلعه حالت جنگی به خود می‌گرفت. در فاصله‌ای نه چندان دور، قلعه دیگری به نام «قلعه دینگو» قرار داشت که در آن قلعه نیز که کوچک‌تر از آنیاشتانیا بوده، قبیله دیگری می‌زیستند که گاهی مورد هجوم قلعه آنیاشتانیا یا بالعکس قرار می‌گرفتند.
شهر خسروشاه در منتهی‌الیه ارتفاعات کوه‌های سهند قرار گرفته‌است. ارتفاع این شهر از سطح دریا، ۱٬۳۵۷ متر می‌باشد. قسمتی از شهر در داخل دره قرار دارد. این شهر در فاصله بین کوه‌های سهند و دشت تبریز قرار دارد. به‌علت موقعیت ممتاز شهر خسروشهر، کلیه امکانات مورد نیاز مرکز استان از محدوده این شهر و مناطق تابعه آن می‌گذرد. به‌عنوان مثال، آب شرب شهر تبریز، شبکه گازرسانی، خط‌آهن تبریز-تهران، محور تبریز-میاندوآب-سنندج از اهم این موارد است.

## نام گذاری
نام تاریخی و کهن این شهر «خسروشاه» بوده که دیرینگی چندین هزار ساله دارد و از کهن ترین شهرهای ایران می‌باشد و آثار باستانی ارزشمندی همچچون قوش‌های تاریخی و کوزه‌های قدیمی که هم‌اکنون در موزه نگهداری می‌شوند پس از پیروزی انقلاب اسلامی ایران به «خسروشهر» تغییرنام داد. نام این شهر در سال ۱۳۹۰ خورشیدی برای حفظ هویت تاریخی و مذهبی و فرهنگی آن به نام پیشین وکهن آن تغییر داده شد.
و هیئت وزیران نیز در ۲۵ تیرماه ۱۳۹۱ نام خسروشاه را رسماً تصویب کرد.

## جغرافیا
خسروشاه در منتهی‌الیه ارتفاعات رشته‌کوه سهند واقع شده و ۱٬۳۵۷ متر از سطح دریا ارتفاع دارد. این شهر در فاصلهٔ بین کوه‌های سهند و دشت تبریز قرار گرفته و قسمتی از آن در داخل دره محصور شده‌است و یکی از سر شاخه‌های اصلی آجی چای از این شهر عبور می‌کند. آب و هوای این شهر سر سبز معتدل می‌باشد و در اکثر تعطیلات پذیرای خیل عظیم مسافران می‌باشد.
به‌علت موقعیت مناسب ارتباطی و ترانزیتی خسروشاه، اکثر امکانات موردنیاز مرکز استان نظیر خط‌لولهٔ انتقال آب آشامیدنی تبریز، خط‌لولهٔ انتقال نفت، خط آهن سریع‌السیر، شبکهٔ گازرسانی تبریز، خط‌آهن تبریز-تهران و محور تبریز-کردستان و آزادراه تبریز-آذرشهر از محدودهٔ این شهر و مناطق تابعهٔ آن می‌گذرد؛ همچنین بسیاری از کارخانجات مرکز استان در پیرامون خسروشاه واقع شده وشهرک صنعتی سهند و غرب تبریز را در خود جای داده‌است و منجربه ریشه‌کنی بیکاری و توسعهٔ روزافزون این شهر زیبا گردیده‌است.